# Nelli Cooman Games
De Nelli Cooman Games is een atletiekevenement dat sinds 1997 wordt gehouden in Stadskanaal. 
In het begin had dit evenement nog het karakter van een jeugdwedstrijd, maar het is in enkele jaren uitgegroeid tot een nationaal atletiekevenement met de A-status van de KNAU. Nelli Cooman is erevoorzitter en beschermvrouwe van het evenement.
Aan de Nelli Cooman Games doen jeugd, gehandicapten en senioren mee. In 2007 vonden de Nelli Cooman Games plaats op zondag 17 juni, in 2008 op zondag 8 juni en in 2009 op zondag 7 juni. 